# 103016 Davidcastek
103016 Davidcastek este o planetă minoră (asteroid) din centura de asteroizi. A fost descoperită pe 8 decembrie 1999 la Ondřejovská hvězdárna⁠(d) de Petr Pravec⁠(d). 
Obiectul prezintă o orbită caracterizată de o semiaxă mare de 2,7106842745169 UAi, o excentricitate de 0,15334730304141, o înclinație de 11,717100635816 ° în raport cu ecliptica.